# Jean-Louis Bernard
Pour les articles homonymes, voir Bernard.
Jean-Louis Bernard, né le 31 mars 1938 à Saulieu (Côte-d'Or) et mort le 25 mars 2020 à Orléans (Loiret), est un chirurgien et homme politique français.
Élu député en 1993 dans la 3e circonscription du Loiret, il est réélu jusqu'en 2007. Membre du Parti radical valoisien, il faisait partie du groupe UMP.

## Biographie

### Mairie d'Orléans
Jean-Louis Bernard est d'abord élu conseiller régional de la région Centre en mars 1986.  
Deux ans plus tard, le maire d'Orléans, Jacques Douffiagues, est battu aux législatives de 1988. Il décide alors de mettre un terme à sa carrière politique en démissionnant de son mandat municipal. Jean-Louis Bernard lui succède et devient le maire de la préfecture de la région Centre et du département du Loiret. Néanmoins, un an plus tard, il doit affronter Jean-Pierre Sueur, député socialiste du Loiret, aux municipales de 1989. Le maire sortant est battu par le candidat PS et démissionne dans la foulée de son mandat de conseiller municipal. 
En 1992, il est élu conseiller général du canton d'Orléans-Bourgogne et devient deux ans plus tard, vice-président du Conseil général auprès d'Éric Doligé, nouvellement élu président.

### Député du Loiret
Entre-temps, il réussit à faire basculer l'ancienne circonscription de Jacques Douffiagues perdue en 1988. Il devient alors député de la 3e circonscription du Loiret. 
En 1995, il tente alors de reprendre son poste de maire à Jean-Pierre Sueur. Il est nettement battu, ne recueillant que 42,56 % des voix au second tour, restant cette fois-ci conseiller municipal pendant toute la mandature. Un temps pressenti pour mener une troisième fois la campagne du RPR et de l'UDF pour l'élection municipale de 2001, il laisse finalement Serge Grouard, autre conseiller municipal sortant, assumer la tête de liste. Ce dernier parvient à battre Jean-Pierre Sueur et fait basculer la ville à droite après douze ans de gestion socialiste.
Jean-Louis Bernard est réélu député en 1997, en 2002 et en 2007. Il assure également la vice-présidence du conseil départemental du Loiret jusqu'en 2008 avant de quitter l'institution départementale en 2011. 
Il ne se représente pas aux élections législatives de 2012. Claude de Ganay qui lui succède.

## Mandats
- 16 mars 1986 - 22 mars 1992 : conseiller régional du Centre
- 1er octobre 1988 - 19 mars 1989 : maire d'Orléans (Loiret)
- 15 mars 1992 - 27 mars 2011 : conseiller général du Loiret (Canton d'Orléans-Bourgogne)
- 20 mars 1977 - 18 mars 2001 : conseiller municipal d'Orléans
- 1er avril 1994 - 18 mars 2001 : vice-président du conseil général du Loiret
- 2 avril 1993 - 19 juin 2012 : député du Loiret